# Cheiloclinium obtusum
Cheiloclinium obtusum är en benvedsväxtart som beskrevs av Albert Charles Smith. Cheiloclinium obtusum ingår i släktet Cheiloclinium och familjen Celastraceae. Inga underarter finns listade.